# Font de la plaça Fabini
La font de la plaça Fabini (castellà: Fuente de la plaza Fabini o plaza del Entrevero) és un monument de la ciutat de Montevideo, capital de l'Uruguai.
Va ser fundada el 1967, en homenatge al polític i enginyer italouruguaià Juan Pedro Fabini. La font està composta per figures que fan referència als gautxos i als amerindis que van lluitar per la independència uruguaiana. Per la particular forma de l'estàtua de la font, la plaça rebre vulgarment el nom de plaza del Entrevero ("barreja").